# Israel Nyströmmer
Israel Nyströmmer, född 13 september 1793 i Östuna, Uppland, död 16 januari 1835 i Stockholm, var en svensk målare.
Nyströmmer studerade vid Konstakademien i Stockholm och deltog ett par gånger i akademiens utställningar med kritteckningar under 1820-talet. Bland hans bevarade arbeten märks porträtt av Carl Diedric Hierta, Catarina Elisabeth Hierta och Hedvig Johanna Schméer utförda som akvareller.  